# La Barraqueta
La Barraqueta és una muntanya de 1.791 metres que es troba al municipi de Llanars, a la comarca catalana del Ripollès.